# Großer Sonnenwolf
Der Große Sonnenwolf oder die Große Sonnenwolfspinne (Xerolycosa nemoralis), wie die Trauerwolfspinne (Pardosa lugubris) auch Waldwolfspinne genannt, ist eine Spinne aus der Familie der Wolfspinnen (Lycosidae). Es handelt sich um eine eurasisch verbreitete Art, die zu den häufigeren Vertretern ihrer Familie gerechnet wird.

## Merkmale

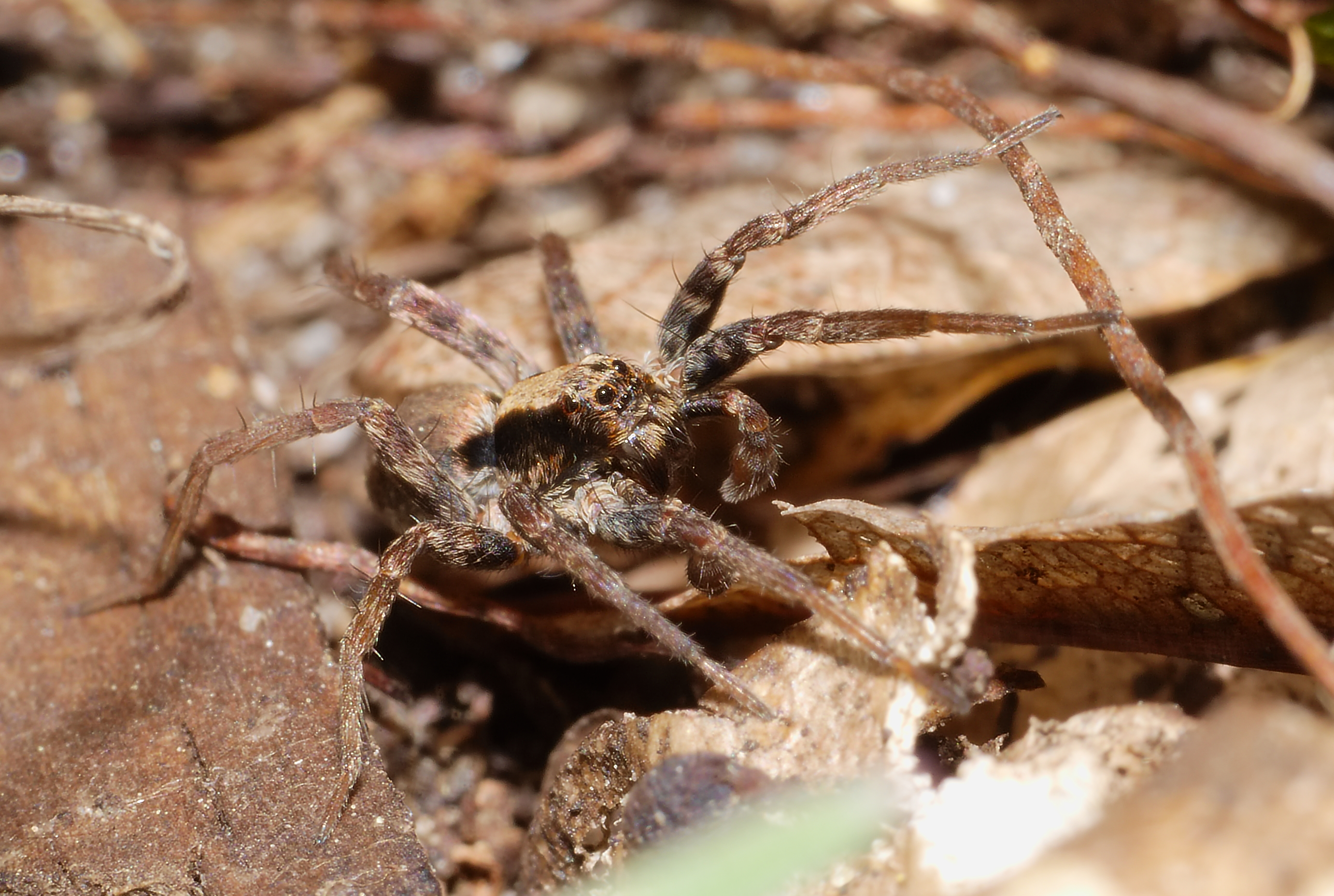
Männchen

Das Weibchen des Großen Sonnenwolfs erreicht eine Körperlänge von fünf bis 7,5 und das Männchen eine von 4,5 bis 5,7 Millimetern, womit die Art zu den kleineren Wolfspinnen zählt.
Das Prosoma (Vorderkörper) des Großen Sonnenwolfs besitzt eine braune Grundfärbung. In dessen Zentrum des Carapax (Rückenschild des Prosomas) verläuft ein helles Medianband, das von weißbehaarten und parallel zueinander verlaufenden Rändern flankiert wird. Das Sternum (Brustschild des Prosomas) ist dunkelbraun bis schwarz gefärbt. Das Prosoma des Großen Sonnenwolfs ist überdies in einem je nach Individuum variierenden Ausmaß an hellen Härchen überzogen, die allerdings auch, abgesehen von der Behaarung des Medianbands und dessen Seitenbänder auch gänzlich fehlen kann.
Die Beine der Art sind beim Weibchen braun gefärbt und überdies mit mehreren dunkleren Flecken versehen, die sich manchmal auch miteinander verwachsen sein und Beinringe formen können. Die Beine des Männchens sind überwiegend wie die des Weibchens gefärbt, weisen jedoch insbesondere an den Femura (Beinschienen) eine dunklere Farbgebung auf.
Das Opisthosoma (Hinterleib) des Großen Sonnenwolfs verfügt über eine dunkelbraune Grundfarbe. In der Herzregion befindet sich ein dunkler Fleck. Darüber hinaus ist das Opisthosoma weiter hinten mit zwei weißen Punktpaaren und undeutlichen Winkelflecken geziert.

### Aufbau der Geschlechtsorgane
Die Bulbi (männliche Geschlechtsorgane) verfügen über eine median verlaufende Apophyse, die an der Basis die gleiche Länge wie Breite aufweist. Diese Abophyse erscheint aus retrolateraler Sicht in der Form eines Neumonds.
Die Epigyne (weibliches Geschlechtsorgan) besteht aus oval oder hufförmigen Öffnungen. Die Spermathek (Samentasche) ist U-förmig aufgebaut.

### Ähnliche Arten
Es finden sich innerhalb der Familie der Wolfspinnen einige weitere dem Großen Sonnenwolf ähnliche Arten wieder, deren Ähnlich- und Gemeinsamkeiten sowie Unterschiede in den folgenden Abschnitten erläutert werden.

#### Ähnlichkeiten mit dem Kleinen Sonnenwolf

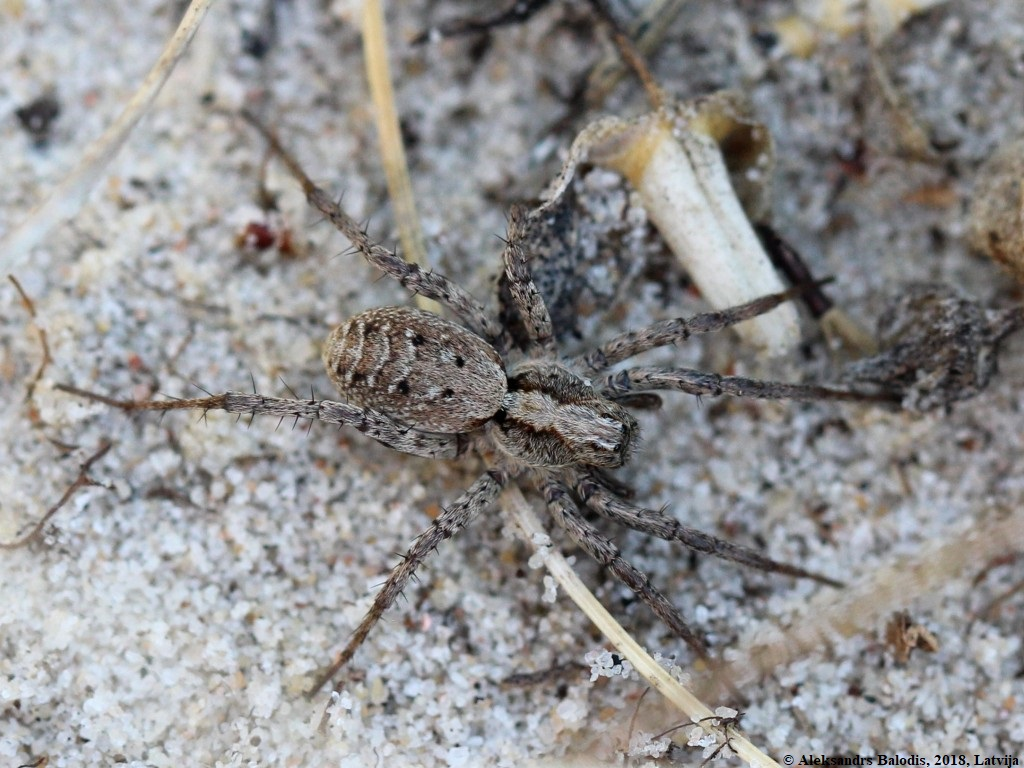
Weibchen des nah verwandten Kleinen Sonnenwolfs (Xerolycosa miniata)

Die meisten Ähnlichkeiten des Großen Sonnenwolfs bestehen mit dem ebenfalls zu den Sonnenwölfen (Xerolycosa) zählenden Kleinen Sonnenwolf (X. miniata), der allerdings Habitate mit kurzem Rasen und sandigem Untergrund bevorzugt. Beide Arten lassen sich überwiegend durch das Medianband am Prosoma unterscheiden, deren Flanken bei der Kleinen Sonnenwolfspinne im Zentrum eingebuchtet erscheinen, während es bei dem Großen Sonnenwolf parallelartig verläuft.
Darüber hinaus kann man beide Arten auch durch genitalmorphologische Merkmale voneinander unterscheiden. Die sehr ähnlichen Bulbi beider Arten unterscheiden sich hinsichtlich ihrer Struktur voneinander unterscheiden. Die Epigyne des Weibchens des Kleinen Sonnenwolfs hat eine kleinere Öffnung und ist überdies zwiebelförmig. Außerdem ist die Spermathek hier S-förmig.

#### Ähnlichkeiten mit der Trauerwolfspinne

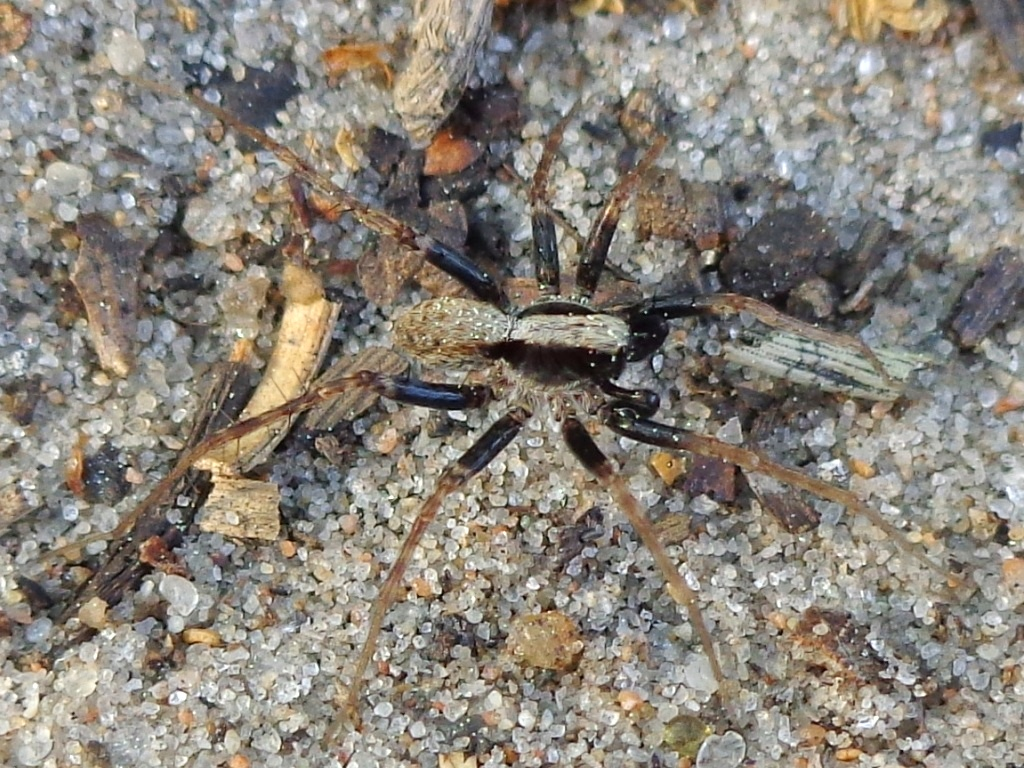
Männchen der Trauerwolfspinne (Pardosa lugubris)

Eine weitere dem Großen Sonnenwolf ähnliche Art ist die Trauerwolfspinne (Pardosa lugubris), die eine ähnliche Farbgebung einschließlich eines Medianbands auf dem Prosoma aufweist. Beide Arten lassen sich aber mitunter durch die Form der Kopfpartie unterscheiden, die bei der Trauerwolfspinne wie bei allen Arten der Laufwölfe (Pardosa) deutlich steiler abfällt, sodass ihr Kopf deutlich schmaler als der dem Großen Sonnenwolf erscheint. Außerdem verschmälert sich das Medianband des Prosomas bei der Trauerwolfspinne weiter hinten, während dieses beim Großen Sonnenwolf konstant verläuft.
Ein weiteres Unterscheidungsmerkmale, dass allerdings unter normalen Umständen nicht erkennbar ist, ist die innere Zähnung der Cheliceren (Kieferklauen) beider Arten. Beim Großen Sonnenwolf besteht diese aus zwei Zähnen pro Chelicere, bei den Laufwölfen mitsamt der Trauerwolfspinne sind es drei.

#### Ähnlichkeiten mit den Scheintaranteln

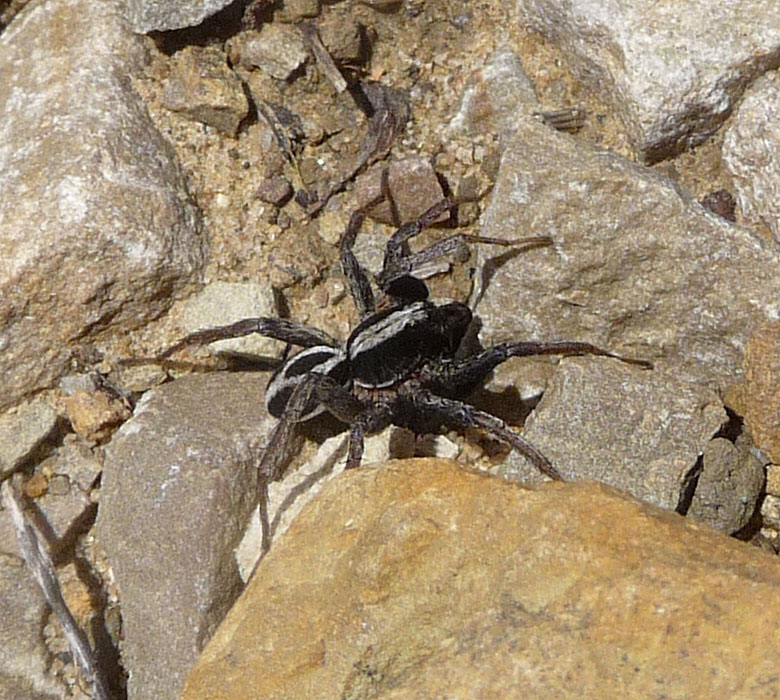
Weibchen der Dickfußpantherspinne (A. cuneata) aus der Gattung der Scheintaranteln (Alopecosa) mit deutlich sichtbarem Spießfleck.

Neben den bereits erwähnten Arten weist der Große Sonnenwolfs auch entfernt Ähnlichkeiten mit den Arten der Gattung der Scheintaranteln (Alopecosa) auf, die zumeist aber deutlich größer werden. Gemeinsamkeiten sind auch hier das Längsband auf dem Prosoma der Arten. Neben der Größe unterscheiden sich die Spinnen aber auch durch die Hinterleibszeichnung. Alle Arten der Scheintaranteln verfügen dort über einen charakteristischen Spießfleck, der dem Großen Sonnenwolf fehlt. Außerdem verfügen die Scheintaranteln über wesentlich kräftigere Beine.

## Vorkommen

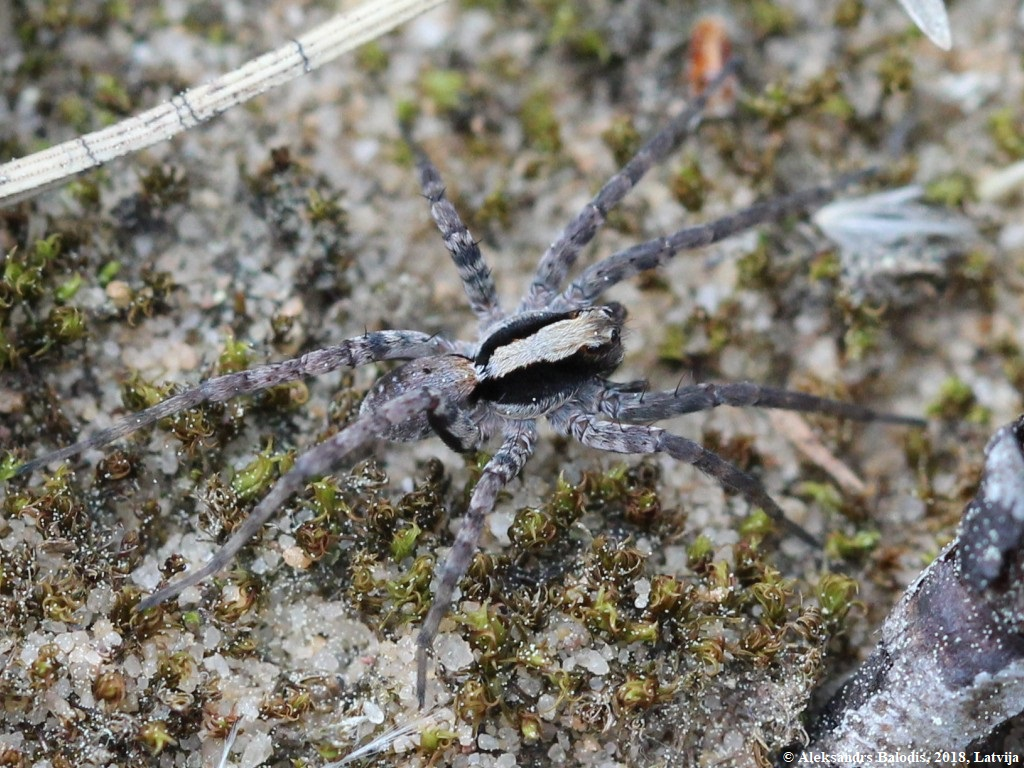
Weibchen in Lettland

Der Große Sonnenwolf ist in Eurasien vertreten und besitzt ein großes Verbreitungsgebiet, das Europa (West- und Mitteleuropa und den Süden Englands mit Ausnahme des Südwestens), die Türkei, Kaukasien, Russland (europäischer bis fernöstlicher Teil), Kasachstan, Zentralasien, China, Korea und Japan umfasst. Die Art erreicht in Skandinavien und in Jakutien nördlich den Polarkreis.
Die Art kommt dort in einigen Lebensräumen gemeinsam mit dem Kleinen Sonnenwolf (Xerolycosa miniata) vor, der allerdings ein umfangreicheres Verbreitungsgebiet besitzt. Ferner sind beide Arten die einzigen der Sonnenwölfe (Xerolycosa), die in Europa und Nordafrika verbreitet sind. In der Paläarktis kommt mit Xerolycosa mongolica (Schenkel, 1963) noch eine weitere Art hinzu.

### Lebensraum

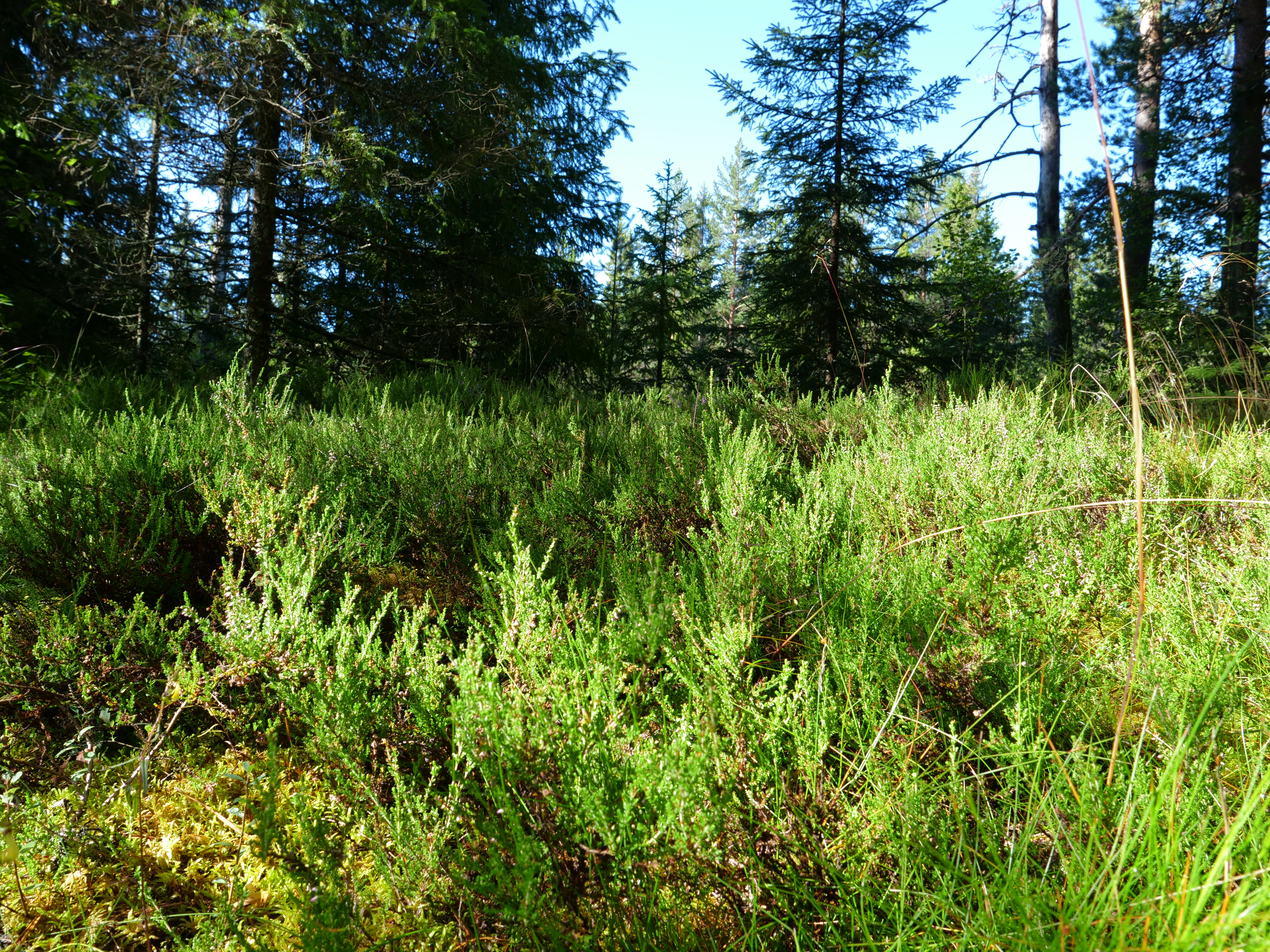
Lichtungen von Nadelwäldern wie diesem in Schweden zählen zu den bevorzugten Lebensräumen des Großen Sonnenwolfs.

Der Große Sonnenwolf nimmt eine große Anzahl verschiedener Habitate (Lebensraum) an, bevorzugt aber entsprechend seiner Trivialbezeichnung sonnige Areale. Am häufigsten ist die Art in Lichtungen und am Rand von Nadelwäldern zu finden, meidet jedoch auch andere Waldbiotope nicht.
Darüber hinaus bewohnt der Große Sonnenwolf auch offene trockene Flächen. Zu diesen zählen mitunter Graslandschaften, darunter Kalk-, Mager- und Sandtrockenrasen. Ebenso bewohnt die Art Heiden und meidet auch Ruderalflächen nicht. Der Große Sonnenwolf bewohnt überdies anders als viele andere Wolfspinnen auch regelmäßig den Oberbau von Eisenbahnschienen, so wurde in einem stillgelegten Rangierbahnhof im Vereinigten Königreich eine hohe Individuendichte der Art verzeichnet werden.
Der Große Sonnenwolf kommt vereinzelt auch in abgetorften und trockenen Mooren sowie im Bergland vor. Insgesamt kann man ihn bis zu einer Höhe von etwa 700 Metern über dem Meeresspiegel antreffen.

### Bevorzugung von Brandplätzen
Auffällig ist, dass die Bestände des Große Sonnenwolfs wie die einiger anderer Spinnen in Gebieten zunehmen, in denen zuvor Brände gewütet haben. In verbrannten Heideflächen kann die Art sogar noch bis zu vier Jahre nach dem Brand gefunden werden.
In Finnland kam es zu einer vermehrten Ansammlung von Exemplaren der Art in von Menschenhand beeinflusste und durch von Bränden heimgesuchten Gebieten. Dazu zählen getrocknete Torfmoore und auch Gebiete, die durch menschliche Umweltverschmutzung beeinflusst wurden.
Darüber hinaus gibt es Berichte von einer gestiegenen Häufigkeit des Großen Sonnenwolfs in von Bränden heimgesuchten Kiefernplantagen, die in Norddeutschland gelegen sind. Allerdings dominierte hier in einigen dieser zuvor von Bränden betroffenen Plantagen die Trauerwolfspinne (Pardosa lugubris).

### Bedrohung und Schutz
Der Große Sonnenwolf ist aufgrund seiner Anpassungsfähigkeit und seines großen Verbreitungsgebiets vielerorts häufig anzutreffen und nicht gefährdet. Aufgrund dessen wird er in der Roten Liste gefährdeter Arten Tiere, Pflanzen und Pilze Deutschlands als „ungefährdet“ eingestuft und ist dementsprechend keinem Schutzstatus unterstellt.
Der globale Bestand des Großen Sonnenwolfs wird von der IUCN nicht erfasst.

## Lebensweise
Der Große Sonnenwolf zählt wie alle Sonnenwölfe (Xerolycosa) zu den tagaktiven Wolfspinnen. Er läuft meist sehr schnell und wendig und bewegt sich somit geschickt auf dem Boden umher.
Wie einige andere Vertreter der Familie graben auch die Arten der Sandwölfe einschließlich dem Großen Sonnenwolf Wohnröhren, die von den Spinnen als Aufenthaltsort genutzt werden. Diese Wohnröhren werden mit Kiefernnadeln, Bodenpartikeln und anderen Materialien versehen und somit getarnt.

### Jagdverhalten und Beutespektrum
Der Große Sonnenwolf jagt entsprechend seiner Aktivitätszeit überwiegend am Tage. Wie nahezu alle Wolfspinnen jagt auch er ohne Fangnetz und somit freilaufend als Lauerjäger. Ebenso nutzt auch der Große Sonnenwolf seine gut entwickelten Augen zum Wahrnehmen von Beutetieren. Wurde ein solches geortet, stürzt sich die Spinne im Überraschungssprung auf dieses und setzt es mit einem Giftbiss außer Gefecht. In das Beuteschema des Großen Sonnenwolfs fallen überwiegend bodenbewohnende Insekten.

### Lebenszyklus
Wie bei vielen Spinnen ist auch der Lebenszyklus äußerst vielfältig und verteilt sich zudem auf verschiedene Jahreszeiten.

#### Phänologie
Die Phänologie (Aktivitätszeit) des Großen Sonnenwolfs umfasst bei den ausgewachsenen Weibchen den Zeitraum zwischen März und September, beim Männchen den zwischen April und September, womit die Art eine vergleichsweise große Aktivitätszeit aufweist.

#### Paarung und Eiablage
Wie bei anderen Wolfspinnen nährt sich auch das Männchen des Großen Sonnenwolfs einem Weibchen mit einem für diese Familie typischen Balztanz, ehe eine Paarung erfolgt. Einige Zeit nach dieser fertigt das Weibchen einen Eikokon an, den es wie für Wolspinnen üblich an den Spinnwarzen angeheftet mit sich umherträgt. Die meiste Zeit verbleibt das Weibchen dann in der Wohnröhre.
Untersuchungen ergaben, dass die Eier des Großen Sonnenwolfs je nach Ortslage und gerade in Gebieten mit höherer Umweltverschmutzung einen niedrigeren Anteil an Cadmium und Kupfer als für gewöhnlich beinhalten. Dies dient dazu, dass die Embryos den Verschmutzungen standhalten und die Art sich somit auch in derartig beeinflussten Lebensräumen etablieren, bzw. etabliert bleiben kann.

#### Heranwachsen der Jungtiere
Die frisch geschlüpften Jungtiere klettern nach dem Schlupf wie bei allen Wolfspinnen auf das Opisthosoma ihrer Mutter und lassen sich von dieser einige Zeit tragen, ehe sie sich verselbstständigen. Nach einiger Zeit legen sie wie die ausgewachsenen Spinnen bereits Wohnröhren an, in denen auch die Häutungen stattfinden.

## Systematik
Der Große Sonnenwolf wurde 1861 vom Erstbeschreiber Johan Peter Westring in die Gattung Lycosa eingeordnet und erhielt die Bezeichnung L. nemoralis. Die heute gültige Bezeichnung Xerolycosa nemoralis wurde erstmals 1908 von Karl Friedrich Theodor Dahl verwendet als selbiger Autor zur gleichen Zeit die Gattung der Sonnenwölfe (Xerolycosa) erstbeschrieb und somit den Großen Sonnenwolf in diese einordnete. Seit 1959 wird diese Bezeichnung seitens einer Anwendung von Jacobus Theodorus Wiebes 1959 durchgehend verwendet.
Eine synonyme Art ist Tarentula flavitibia Saito, 1934 (=Saitocosa flavitibia), beschrieben aus Japan. Tiere aus Steppenlebensräumen Zentralasien (Tuva, Mongolei, Russland), die früher oft zu Xerolycosa nemoralis gerechnet wurden, wurden 2011 als eigene Art  Xerolycosa mongolica (Schenkel, 1963) abgetrennt.

## Galerie

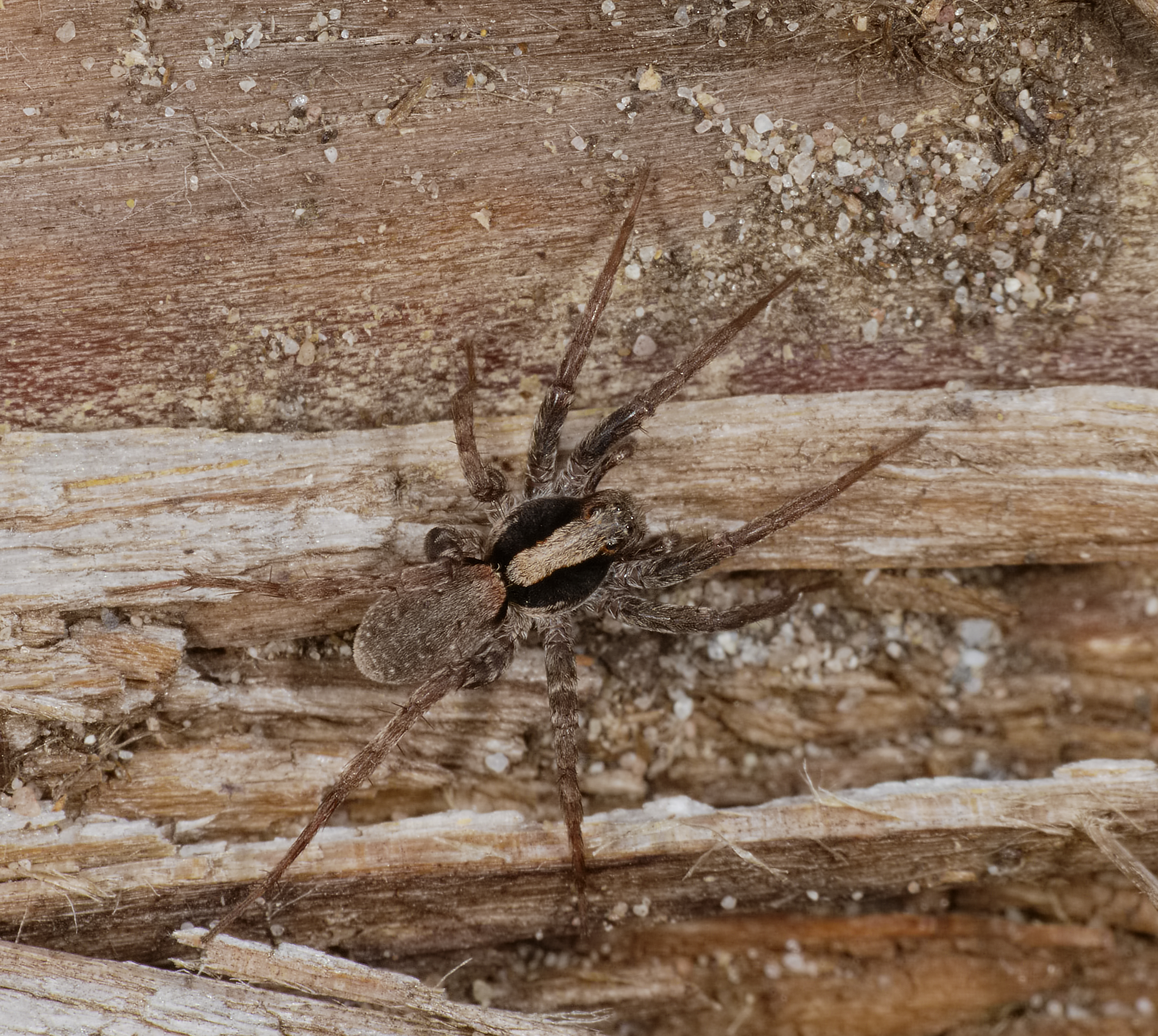
Dorsalansicht eines Weibchens
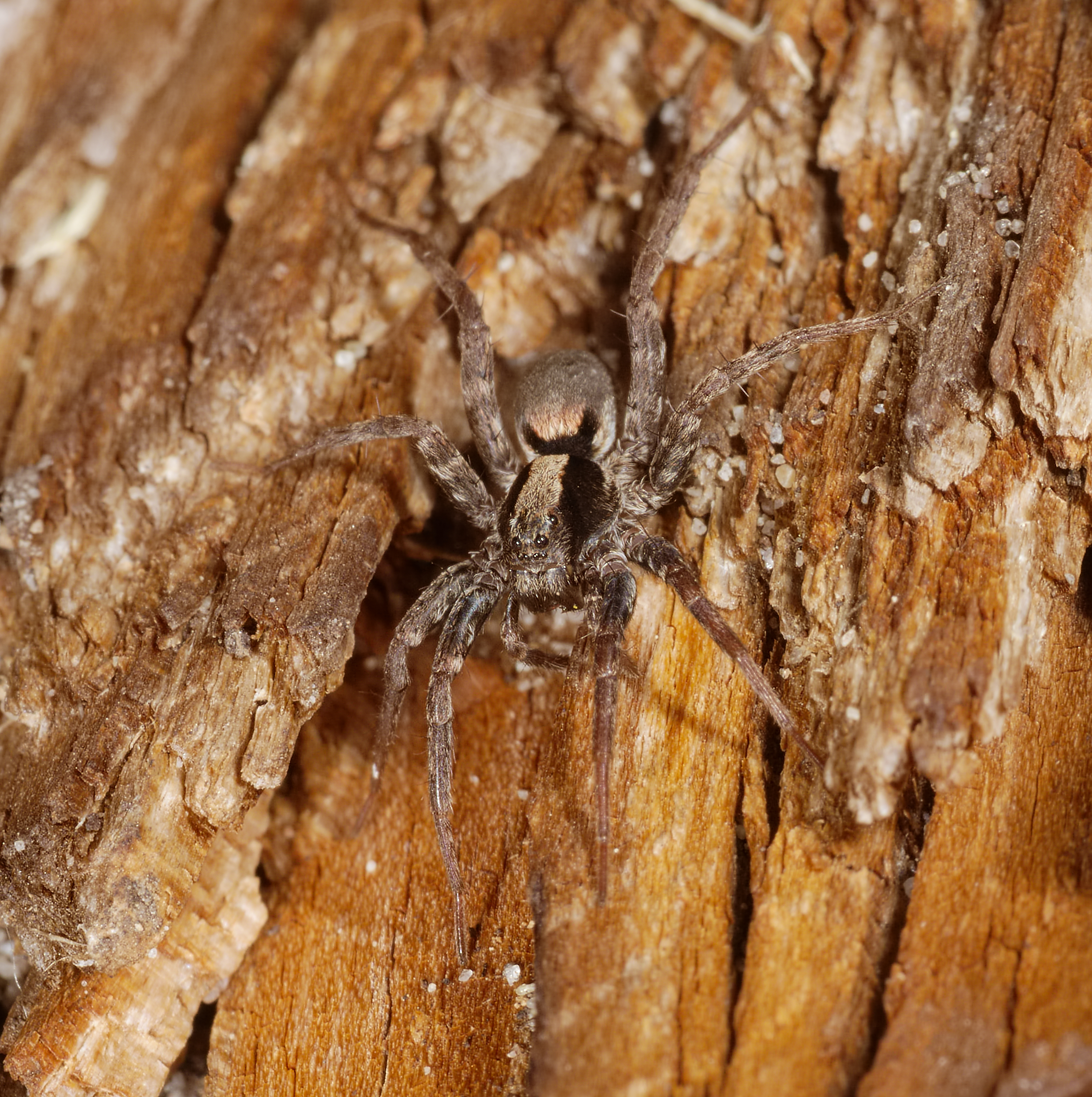
Frontalansicht eines Weibchens
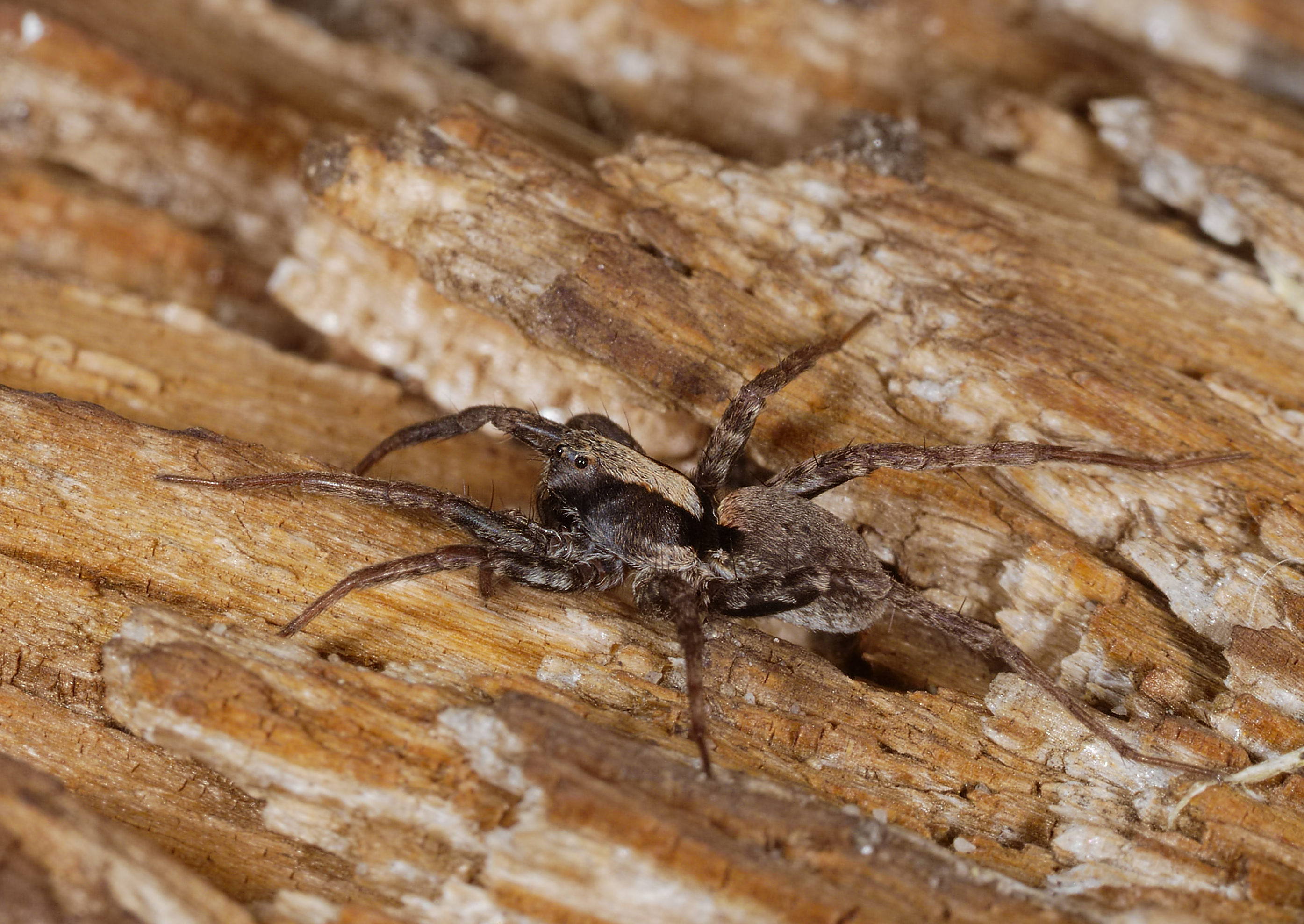
Lateralansicht eines Weibchens
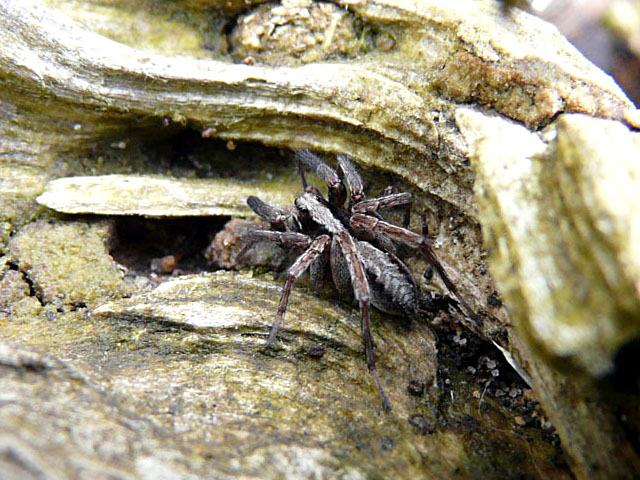
Rückansicht eines Weibchens
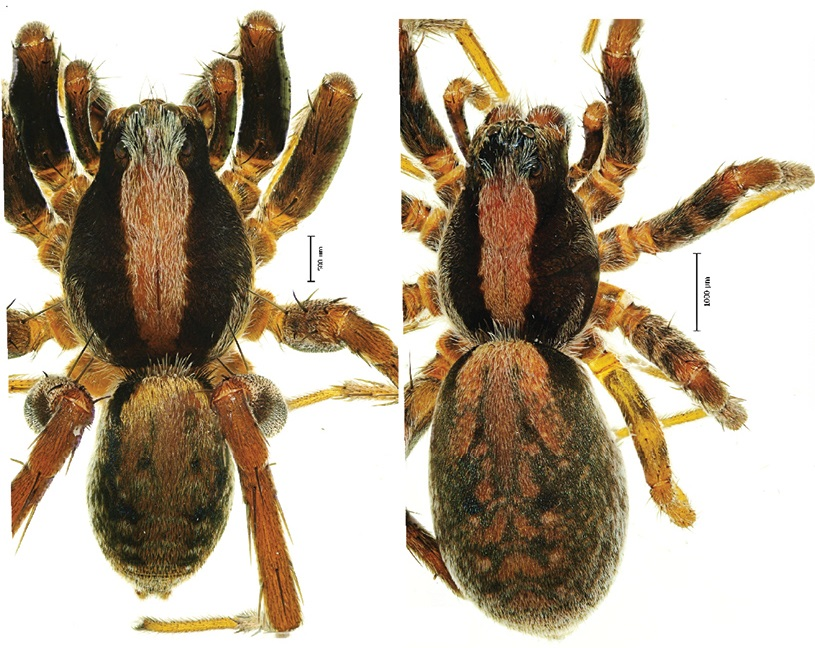
Weibchen und Männchen im Vergleich
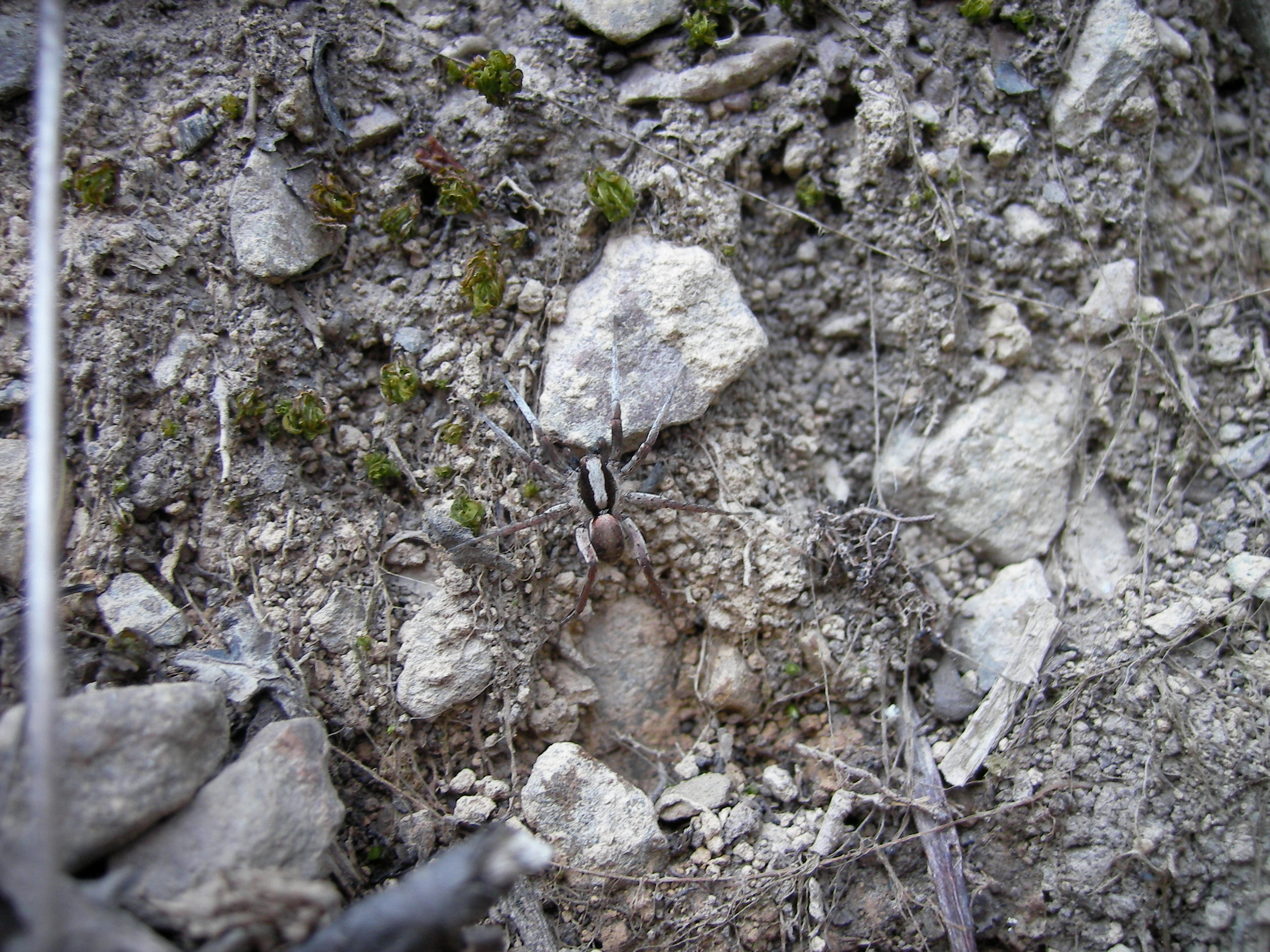
Dorsalansicht eines Männchens
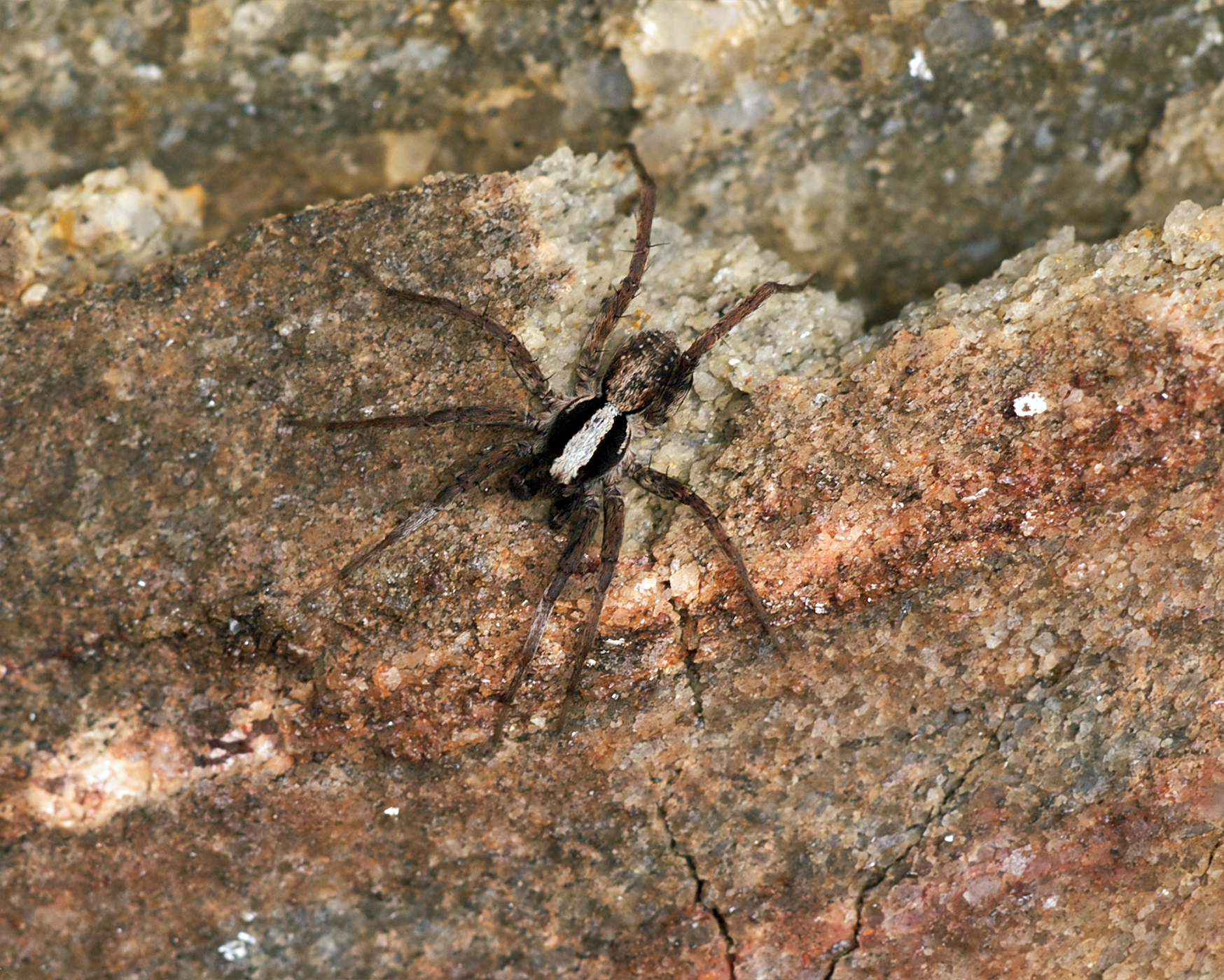
Frontalansicht eines Männchens
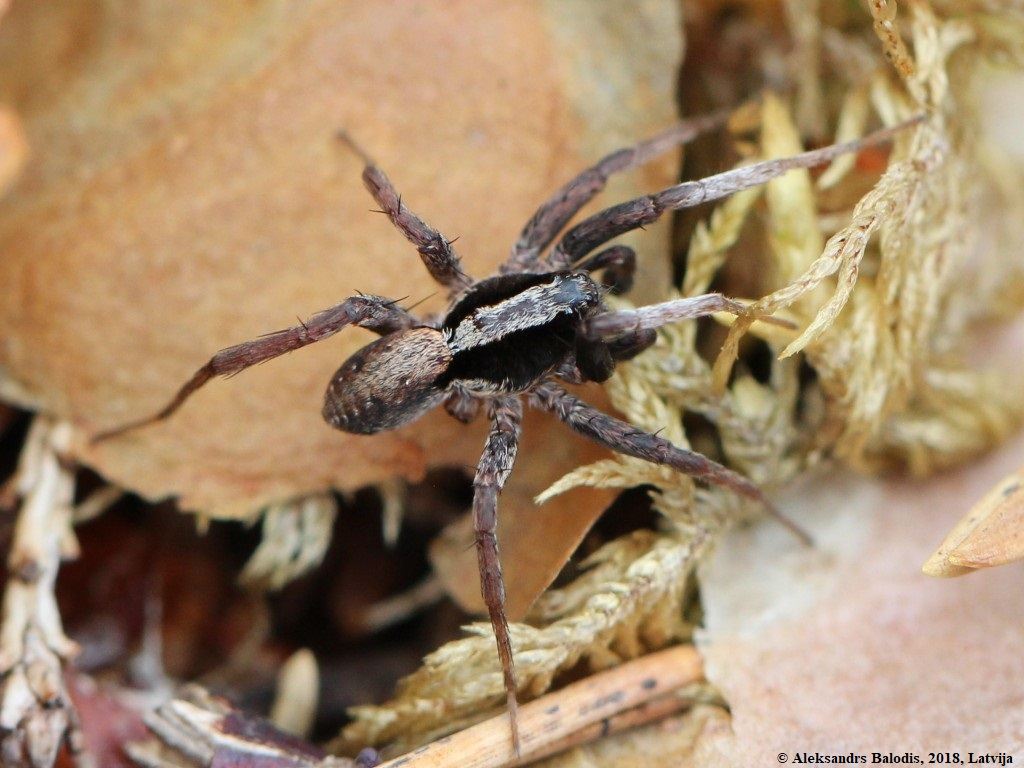
Lateralansicht eines Männchens, dem ein Bein fehlt.
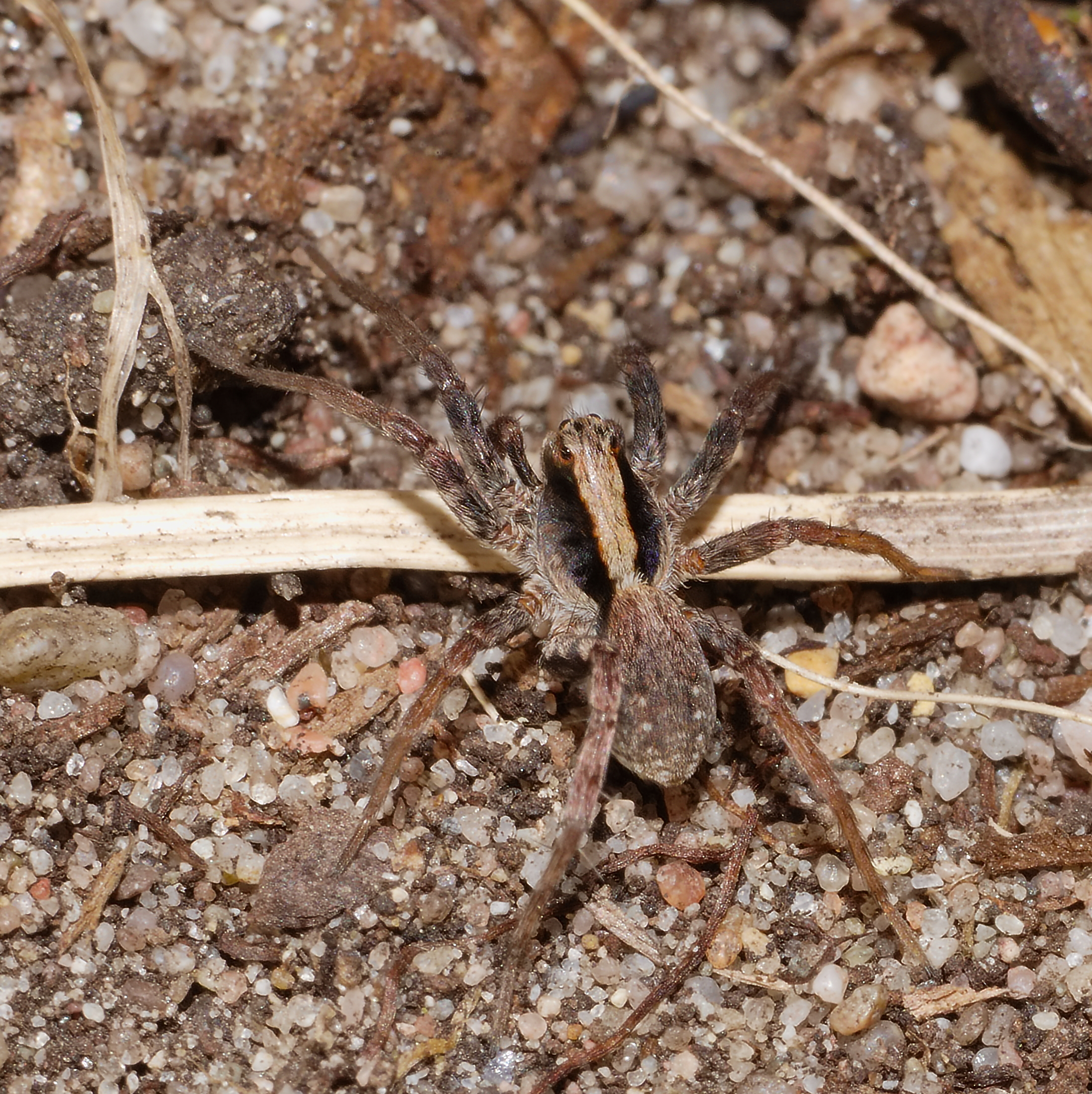
Rückansicht eines Männchens